# Tropisternus glaber
Tropisternus glaber är en skalbaggsart som först beskrevs av Herbst 1797.  Tropisternus glaber ingår i släktet Tropisternus och familjen palpbaggar. Inga underarter finns listade i Catalogue of Life.